# Heterormista
Heterormista es un género de lepidópteros de la familia Erebidae. Es originario de Australia.

## Especies
- Heterormista modesta Swinhoe, 1901
- Heterormista psammochroa Lower, 1903